# Annick Pizigot
Annick Pizigot, née le 16 septembre 1924 à Locminé (Morbihan) et morte le 26 novembre 1945 à Saint-Gall en Suisse peu après sa libération de Mauthausen, est une résistante française, officier et agent de liaison du Bureau des opérations aériennes dans le Morbihan, organisatrice de parachutages. Dénoncée, elle est arrêtée puis torturée et déportée.

## Biographie
Annick Augustine Marie Pizigot est née rue de Verdun, à Locminé. Elle est la fille d'Albert Pizigot et de Françoise  Lasselin son épouse, qui tiennent l'hôtel‑restaurant des Voyageurs à Locminé, établissement dans lequel Annick Pizigot travaille.

### Résistance active
Elle entre dans la Résistance en mars 1943. C'est ce mois-là qu'elle installe un poste émetteur dans une dépendance de son hôtel, où résident pourtant aussi bien des officiers allemands que des agents secrets français.
Annick Pizigot franchit une étape supplémentaire le 1er juin 1943 en devenant agent de liaison pour le Bureau des opérations aériennes (BOA) du Morbihan. Elle remplit diverses missions, et assure plusieurs transports d'armement,. Elle assure les liaisons directes avec le chef départemental du BOA, avec les maquisards et avec les parachutistes.
Au sein de son réseau, elle est surnommée « Nickette ». Devenue officier, elle porte le grade de sous-lieutenant. Formée à manier les armes, elle organise quatre parachutages importants de matériel et d'armement à Moustoir-Ac.

### Arrestation, torture, déportation
Annick Pizigot est arrêtée en même temps que ses parents le 28 avril 1944, probablement à la suite d'une dénonciation. Ses parents l'entendent crier sous la torture. D'après le Docteur Devau et d'après ses parents qui l'ont entendue crier, elle est torturée à plusieurs reprises, jusqu'au 2 mai : « Pendant tout ce temps, elle a été affreusement battue et portait des ecchymoses à la face »,. Malgré les coups, la torture et même un semblant d'exécution, elle arrive à ne pas trahir, et garde le silence pour préserver son réseau et ses camarades. Elle est détenue à Port-Louis jusqu'au 1er juillet, date où elle est transférée vers le camp de Romainville en région parisienne, avec soixante autres résistants du Morbihan.
Accusée d'espionnage, elle est condamnée à mort le 31 juillet 1944, mais sa peine est commuée en travaux forcés.
Le 2 août 1944, elle est déportée « NN » de Paris vers Kassel (Cassel). Elle connaît ensuite d'autres lieux de détention notamment la prison de Lübeck-Lauerhof située dans le Holstein, la prison de Cottbus » située au nord de Dresde, le kommando Siemens près de Ravensbrück », où elle arrive le 21 novembre 1944,. Sa santé s'y détériore rapidement, à cause des mauvais traitements, du froid et de la sous-alimentation. Elle est ensuite transférée à Mauthausen où la Croix Rouge la libère le 21 ou le 24 avril 1945.

### Maladie, décès
Très affaiblie, ne pesant plus que 36 kg, elle est en plus malade de la tuberculose,. C'est dans le coma qu'elle est transférée par la Croix-Rouge en Suisse, à l'hôpital cantonal de Saint-Gall. Elle y meurt en novembre 1945 à la suite d'une hémorragie pulmonaire,.
D'abord enterré à Saint-Gall, son corps est rapatrié le 11 janvier 1950 à Locminé, où ses obsèques ont lieu le surlendemain.

## Hommages
- Médaille de la Résistance française par décret du 6 septembre 1945[2].
- Elle est promue lieutenant à titre posthume[8].
- L'école publique de Locminé s'appelle « école publique Annick-Pizigot »[9].
- Également à Locminé, une rue porte son nom et une plaque commémorative est apposée sur l'hôtel que ses parents exploitaient[4],[8].